# 김사경
김사경(1963년 ~ )은 대한민국의 드라마 작가이다. 2004년 KBS에서 개최한 제17회 TV 드라마 공모전에서 《쥐 잡는 날》로 가작으로 뽑히면서 42세의 나이에 늦은 데뷔를 했다.

## 학력
- 제주대학교 인문대학 영어영문학과[3]

## 집필 활동

### 텔레비전 드라마
| 연도      | 제목                        | 방송사 | 유형 | 연출          | 비고               |
| --------- | --------------------------- | ------ | ---- | ------------- | ------------------ |
| 2004      | 드라마시티 - 쥐 잡는 날     | KBS2   | 단막 | 문영진        |                    |
| 2005      | 드라마시티 - 다 함께 차차차 | KBS2   | 단막 | 권계홍        |                    |
| 2005-2006 | 걱정하지마                  | KBS2   | 아침 | 한정희 이소연 | 박예경과 공동 집필 |
| 2006      | 드라마시티 - 별은 빛나건만  | KBS2   | 단막 | 김형석        |                    |
| 2007-2008 | 미우나 고우나               | KBS1   | 일일 | 이덕건        | 최형자와 공동 집필 |
| 2009-2010 | 천만번 사랑해               | SBS    | 주말 | 김정민        |                    |
| 2011      | 내사랑 내곁에               | SBS    | 주말 | 한정환        |                    |
| 2012-2013 | 오자룡이 간다               | MBC    | 일일 | 최원석 이재진 |                    |
| 2014-2015 | 장미빛 연인들               | MBC    | 주말 | 윤재문        |                    |
| 2016-2017 | 불어라 미풍아               | MBC    | 주말 | 윤재문        |                    |
| 2018-2019 | 하나뿐인 내편               | KBS2   | 주말 | 홍석구        |                    |
| 2021-2022 | 신사와 아가씨               | KBS2   | 주말 | 신창석        |                    |
| 2024      | 미녀와 순정남               | KBS2   | 주말 | 홍석구        |                    |

## 수상 경력
- 2004년 제17회 KBS TV 드라마 공모 가작 《쥐 잡는 날》
- 2018년 KBS 연기대상 작가상 《하나뿐인 내편》
- 2021년 KBS 연기대상 작가상 《신사와 아가씨》